# Malachias Lachmayr
Malachias Lachmayr OCist, geboren als Michael Lachmayr; Nachname auch Lachmair (* 12. April 1606 in Moosach, Rentamt München, Herzogtum Bayern; † 28. Januar 1688 in Raitenhaslach, Rentamt Burghausen, Bayerischer Reichskreis) war Zisterzienser und von 1676 bis 1688 Abt des Klosters Raitenhaslach.

## Leben
Seine Eltern bewirtschafteten in Moosach einen Bauernhof, den seit 1448 nachweislichen Schragenhof (heute Franz-Fihl-Str. 10), der dem Dechanten der Münchner Pfarrkirche von St. Peter gehörte. Sein Vater war Leonhard Lachmayr, der Name seiner Mutter ist nicht bekannt. 1658, nach dem Abschluss des Münchner Jesuitengymnasiums, trat er in den Konvent von Raitenhaslach ein. Dort legte er am 2. Dezember 1659 die Ordensgelübde ab und nahm der Ordensnamen „Malachias“ an. Der Tag der Priesterweihe ist nicht bekannt.
Nach der Ausbildung an der Theologischen Hauslehranstalt wirkte er 1662–1664 als Vikar in Burgkirchen, anschließend war er elf Jahre Expositus in Gumattenkirchen. Danach kehrte er in sein Kloster zurück, wo er über das Amt des Subpriors zum Prior aufstieg. Nachdem Abt Gerhard Hoeß krank geworden war, wurde Malachias Lachmayr am 18. August 1675 vom Salemer Abt Anselm I. Muotelsee zum Administrator des Klosters Raitenhaslach ernannt. Nach der Resignation des Abtes Gerhard Hoeß im Frühjahr 1676 wurde Malachias Lachmayr einstimmig zu dessen Nachfolger gewählt. Die Bestätigung durch den Generalabt des Zisterzienserordens Jean Petit erfolgte am 26. Oktober 1676, die Abtweihe am 14. Februar 1677 durch den Generalvikar der bayerischen Ordensprovinz, Malachias Niederhofer von Aldersbach in der dortigen Klosterkirche.
Abt Malachias entfaltete in Raitenhaslach eine rege Bautätigkeit, förderte das geistige Leben und zeichnete sich durch eine kluge Wirtschaftsführung aus. Für das Bruderhaus in Burghausen bewilligte er eine Brotspende, die bis zur Säkularisation des Klosters bestand.
Er starb am 21. Januar 1688 an den Folgen eines Schlaganfalls und wurde zwei Tage später vor dem Seitenaltar des hl. Sebastian in der Abteikirche Raitenhaslach beigesetzt. Dort befindet sich sein Grabstein aus Rotmarmor.